# Donja Kruševica
Donja Kruševica (en serbe cyrillique : Доња Крушевица) est un village de Serbie situé dans la municipalité de Golubac, district de Braničevo. Au recensement de 2011, il comptait 302 habitants.

## Démographie

### Évolution historique de la population
| 1948 | 1953 | 1961 | 1971 | 1981 | 1991 | 2002 | 2011 |
| ---- | ---- | ---- | ---- | ---- | ---- | ---- | ---- |
| 559  | 566  | 542  | 521  | 496  | 453  | 350  | 302  |

|  |